# Lee Miglin
Lee Albert Miglin (Westville, Illinois; 12 de julio de 1924-Chicago, 4 de mayo de 1997) fue un empresario, promotor inmobiliario y filántropo estadounidense. Fue una de las víctimas del asesino en serie Andrew Cunanan.

## Biografía
Miglin creció en el seno de una familia católica de origen lituano; su padre era un minero de carbón de Illinois.
Comenzó su carrera vendiendo cubiertos de puerta en puerta y panqueques en el maletero de su auto. En 1956, a la edad de 31 años, comenzó su carrera en bienes raíces, iniciando un trabajo como corredor con el magnate de bienes raíces de Chicago Arthur Rubloff. Se convirtió en un exitoso desarrollador de bienes raíces en asociación con J. Paul Beitler. Ambos propusieron construir un rascacielos de 125 pisos en Chicago, el Miglin-Beitler Skyneedle; sin embargo, el proyecto no pudo concretarse.

### Asesinato

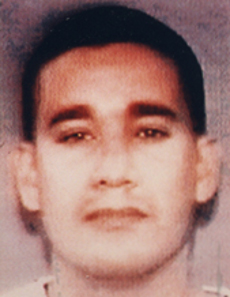
El asesino serial Andrew Cunanan (en la imagen) le quitó la vida a Miglin el 4 de mayo de 1997.

Miglin murió el 4 de mayo de 1997 a manos del asesino en serie Andrew Cunanan. El cuerpo de Miglin fue encontrado en el garaje de su casa en el Distrito Histórico de Gold Coast en Chicago. Su cabeza estaba atada con cinta adhesiva, con un pequeño agujero bajo sus fosas nasales. Había sido torturado con una sierra y un destornillador, sus costillas habían sido quebradas, había sido golpeado y apuñalado, y su garganta cortada con una sierra de jardinería.
El 9 de mayo de 1997, Cunanan asesinó a William Reese, de 45 años de edad, encargado del Cementerio Nacional de Finn's Point en Pennsville, Nueva Jersey, y luego abandonó el Lexus de Miglin y robó la camioneta roja de Reese. Tras el asesinato de Miglin, el FBI añadió a Cunanan en su lista de los diez fugitivos más buscados.
Cunanan también asesinó al diseñador de moda italiano Gianni Versace el 15 de julio de 1997, dos meses después de asesinar a Miglin. Cunanan se suicidó con un disparo en la cabeza el 23 de julio de 1997.

## Vida personal
En 1959, Miglin se casó con Marilyn Klecka, de 20 años de edad, de ascendencia checa y de fe católica. Klecka, una exitosa empresaria conocida como la Reina del Maquillaje, estableció una prominente empresa de perfumes y cosméticos y era una celebridad en la red de las televentas. En el momento del asesinato de Miglin, la pareja llevaba 38 años de casada y tenía dos hijos: Marlena (nacida en 1968) y el actor Duke Miglin (nacido en 1971).

## En la cultura popular
La segunda temporada de la serie televisiva de antología American Crime Story: The Assassination of Gianni Versace, relató la ola criminal de Cunanan, e incluyó la historia del asesinato de Miglin, interpretado por el actor Mike Farrell. Esta interpretación se basó en el libro Vulgar Favors: Andrew Cunanan, Gianni Versace, and the Largest Failed Manhunt in U.S. History de Maureen Orth, quien especuló en su obra que Miglin pudo haber sido gay o bisexual, y que tenía una relación secreta con Cunanan.